# Жозеф Олів'є
Жозеф Олів'є (фр. Joseph Olivier; 2 грудня 1874, Париж — 21 травня 1901, Нейї-сюр-Сен) — французький регбіст, чемпіон літніх Олімпійських ігор 1900 року, чемпіон Франції в 1900 і 1902 роках.

## Спортивна кар'єра
Під час кар'єри репрезентував клуб Стад Франсе, з яким здобув титул чемпіона в 1894 і 1895 роках, а також виступив в фіналі в 1896 році.
Разом із іншими паризькими спортсменами взяв участь у змаганнях з регбі на літніх Олімпійських іграх 1900. Виступив у двох змаганнях, коли 14 жовтня команда Франції отримала перемогу над Німеччиною з рахунком 27:17. Два тижні пізніше, вони здобули перемогу над Великою Британією з рахунком 27:8. Вигравши ці два найважливіші поєдинки, Франція отримала золоту медаль.